# Веретье (Волховский район)
Веретье — деревня в Усадищенском сельском поселении Волховского района Ленинградской области.

## История
На карте Санкт-Петербургской губернии Ф. Ф. Шуберта 1834 года упоминается деревня Верещье, состоящая из 24 крестьянских дворов.

ВЕРЕТИЯ — деревня принадлежит Казённому ведомству, число жителей по ревизии: 77 м. п., 107 ж. п. (1838 год)

Как деревня Верещье из 42 дворов она отмечена на карте Ф. Ф. Шуберта 1844 года.

ВЕРЕТЬЯ — деревня Ведомства государственного имущества, по просёлочной дороге, число дворов — 42, число душ — 97 м. п. (1856 год)

ВЕРЕТЬЕ — деревня владельческая при реке Лынне, число дворов — 39, число жителей: 89 м. п., 100 ж. п.; Часовня православная. (1862 год)

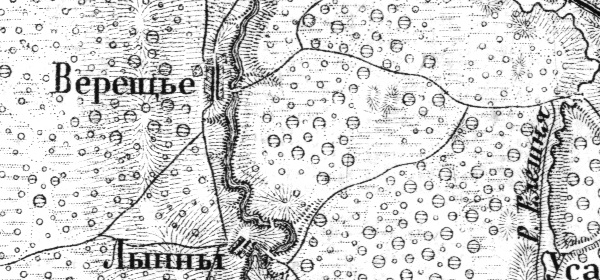
Деревня Верещье на карте Ф. Ф. Шуберта 1872 года

Сборник Центрального статистического комитета описывал её так:

ВЕРЕТИЯ (ВЕРЕЩЬЕ) — деревня бывшая государственная, дворов — 34, жителей — 200; часовня, ветряная мельница, лавка. (1885 год)

Согласно епархиальным сведениям 1899 года деревня Веретия относилась к приходу Преображенской церкви (ранее Усадище-Спасовской, Михайловского погоста) в селе Заболотье.
В конце XIX — начале XX века деревня административно относилась к Усадище-Спассовской (Усадищской) волости 2-го стана Новоладожского уезда Санкт-Петербургской губернии.
По данным «Памятной книжки Санкт-Петербургской губернии» за 1905 год деревня Веретия входила в Веретийское сельское общество.
Согласно военно-топографической карте Петроградской и Новгородской губерний издания 1915 года деревня называлась Верещье.
С 1917 по 1923 год деревня входила в состав Веретьевского сельсовета Усадище-Спасовской волости Новоладожского уезда.
Согласно карте Петербургской губернии издания 1922 года деревня называлась Веретье.
С 1923 года в составе Велецкого сельсовета Пролетарской волости Волховского уезда.
С 1926 года в составе Славковского сельсовета. Согласно данным переписи населения СССР 1926 года в деревне Веретье проживали 242 человека — все русские.
С 1927 года в составе Волховского района.
С 1928 года в составе Усадищенского сельсовета. В 1928 году население деревни составляло 245 человек.
Согласно карте Ленинградской области Северо-западного аэрогеодезического треста ГГУ издания 1932 года деревня называлась Веретия и насчитывала 27 крестьянских дворов.
По данным 1933 года деревня называлась Веретия и входила в состав Славковского сельсовета Волховского района.

Деревня Веретье на карте 1940 года

Согласно карте РККА 1940 года деревня насчитывала 28 дворов. 
С 1954 года в составе Волховского сельсовета.
В 1958 году население деревни составляло 19 человек.
С 1961 года вновь в составе Усадищенского сельсовета Волховского района.
По данным 1966, 1973 и 1990 годов деревня называлась Веретье и также входила в состав Усадищенского сельсовета.
В 1997 и 2002 годах в деревне Веретье Усадищенской волости не было постоянного населения.
В 2007 году в деревне Веретье Усадищенского СП также не было постоянного населения.

## География
Деревня расположена в южной части района к югу от железнодорожной линии Волховстрой I — Вологда I и к северу от автодороги 41К-057 (Ульяшево — Подвязье — Мыслино).
Расстояние до административного центра поселения — 12 км.
Расстояние до ближайшей железнодорожной станции Куколь — 4 км.
Деревня находится на левом берегу реки Лынна.

## Демография
| 1838 | 1862 | 1885 | 1997 | 2007 | 2010 | 2017 |
| ---- | ---- | ---- | ---- | ---- | ---- | ---- |
| 184  | ↗189 | ↗200 | ↘0   | →0   | →0   | →0   |

### Национальный состав
Согласно данным Всероссийской переписи населения 2021 года в деревне проживал 1 человек, русский.